# Regumiel de la Sierra
Regumiel de la Sierra est une commune d'Espagne dans la communauté autonome de Castille-et-León, province de Burgos. Elle s'étend sur 20,666 km2 et comptait environ 323 habitants en 2022.

## Géographie

### Localisation
Les communes limitrophes sont  Sierra de Urbión (d), Canicosa de la Sierra, Duruelo de la Sierra, Neila, Quintanar de la Sierra et Soria.